# Фила (дъщеря на Селевк I)
Вижте пояснителната страница за други личности с името Фила.
Фила II (на старогръцки: Φίλα; на латински: Phila) е елинистическа принцеса, дъщеря на Селевк I Никатор и втората му съпруга Стратоника I, дъщеря на Деметрий I Полиоркет от Антигонидите и Фила († 287 г. пр. Хр.), дъщерята на Антипатър (регент на Македония).
Нейният баща основава царството на Селевкидите. Фила е полусестра на цар Антиох I Сотер.
Фила се омъжва през 276 г. пр. Хр. за чичо си Антигон II Гонат, цар на Древна Македония от династията на Антигонидите от 283 г. пр. Хр. до 239 г. пр. Хр. През 278 г. пр. Хр. тя ражда син Деметрий II (цар на Древна Македония от 239 г. пр. Хр. до 229 г. пр. Хр.).